# Bondsdagverkiezingen 2013
De Bondsdagverkiezingen van 2013 zijn op 22 september 2013 gehouden, tegelijkertijd met de deelstaatverkiezingen in Hessen. Aan deze achttiende Duitse federale verkiezingen voor de Bondsdag deden 38 partijen mee.
De verkiezingen van 2009 werden gewonnen door de CDU van bondskanselier Angela Merkel, die een coalitie sloot met de liberale FDP. In 2013 verloor de FDP echter veel stemmen en haalde niet eens de kiesdrempel van vijf procent. Sinds de eerste bondsdagverkiezingen van 1949 was dit de eerste keer dat de FDP geen deel zou uitmaken van de Bondsdag. Daarmee werd haar politieke toekomst onzeker.
Als winnaar van de verkiezingen kon zich Angela Merkel zien. Met ruim 41 procent kon ze veel stemmen winnen (vooral van de FDP) maar is nu op zoek naar een nieuwe coalitiepartner. De grootste oppositiepartij, de SPD, won iets van de stemmen terug na de catastrofale verkiezingsnederlaag van 2009. Verder zijn naast CDU/CSU en SPD nog Die Linke en de Groenen vertegenwoordigd; deze kleinere linkse partijen hebben allebei stemmen verloren.
De CDU/CSU had op een handvol stemmen na geen absolute meerderheid behaald. De meest voor de hand liggende partner zou de SPD zijn die al 2005-2009 met Merkel in de regering zat. Qua cijfers mogelijk was ook een coalitie met de Groenen, maar zowel in de CDU/CSU als ook binnen de Groenen zou Schwarzgrün zeer omstreden zijn. Een coalitie van SPD, Linke en Groenen, rotrotgrün, werd door SPD en Groenen al afgekeurd.

## Achtergrond

### Kiesstelsel
Het kiessysteem voor de Duitse Bondsdag is in basis een systeem van evenredige vertegenwoordiging met een kiesdrempel van vijf procent, echter met elementen van een districtenstelsel toegevoegd. Wie in de Bondsdag wil worden gekozen moet of de relatieve meerderheid in een een-persoons-kiesdistrict halen (Direktmandat), of op een redelijk goede plaats van een deelstaatslijst (Landesliste) van een partij staan. Een politicus mag trouwens zowel in een kiesdistrict als ook tegelijkertijd op een lijst staan. Een reële kans op een Direktmandat maken normaliter alleen de kandidaten van CDU/CSU en SPD, in Oost-Duitsland ook die van Die Linke (eerder PDS).

### Grondwettelijke problemen met de kieswet
Na een oordeel van het Bundesverfassungsgericht zou uiterlijk op 30 juni 2011 de Duitse kieswet moeten worden gewijzigd om het ongrondwettelijk verklaarde negatieve stemgewicht op te heffen. Deze termijn werd door de Bondsdag niet gehaald. Een wijziging van de kieswet werd pas op 3 december 2011 van kracht. Het Bundesverfassungsgericht verklaarde bij zijn besluit van 25 juli 2012 ook de nieuwe zetelverdeling ongrondwettelijk. De verdeling werd bekritiseerd, omdat het nieuwe kiesrecht het effect van het negatieve stemgewicht niet oplost, de nieuw ingevoerde verdeling van reststemmen onverenigbaar is met de grondwet en daarom nietig is en dat de regeling zoveel overhangmandaten creëert, dat het basisprincipe van evenredige vertegenwoordiging opheft.
In oktober 2012 kwamen de fracties van Union (CDU en CSU), SPD, FDP en Grünen een verandering van de kieswet overeen, die de invoer van Ausgleichsmandaten inhield. Afhankelijk van het aantal overhangmandaten en het verschil in opkomst in de verschillende deelstaten kan het totaal aantal zetels aanzienlijk toenemen. De wijziging is op 9 mei 2013 in werking getreden.
Ook het kiesrecht voor Duitsers in het buitenland is gewijzigd, nadat het Bundesverfassungsgericht de sinds 2008 geldende regeling ongrondwettelijk verklaarde. De wetswijziging trad op 3 mei 2012 in werking. Sindsdien zijn Duitsers in het buitenland na het volbrengen van hun achttiende levensjaar kiesgerechtigd, mits ze na het volbrengen van het veertiende levensjaar ten minste drie maanden ononderbroken in Duitsland geleefd hebben en de emigratie niet meer dan 25 jaar geleden is. Andere Duitsers in het buitenland mogen slechts dan kiezen, wanneer ze op andere gronden persoonlijke en directe vertrouwdheid met de politieke verhoudingen in de Bondsrepubliek Duitsland verworven hebben en daarvan betroffen zijn.

### Indeling kieskringen
Wegens veranderingen in de bevolkingssamenstelling stelde de Duitse kieskringcommissie in een bericht van 28 januari 2011 aan de Bondsdag een aantal wijzigingen voor in de indeling van de kieskringen (Wahlkreise). Deze wijzigingen werden in de Zwanzigste Gesetz zur Änderung des Bundeswahlgesetzes (twintigste wet tot verandering van de Bondsdagverkiezingenwet), die op 19 april 2012 in werking trad, opgenomen. De belangrijkste punten hierin zijn:
- Mecklenburg-Voor-Pommeren verliest een kieskring en heeft in de toekomst nog slechts zes kieskringen. De overgebleven kieskringen worden opnieuw ingedeeld en krijgen nieuwe namen.
- Hessen krijgt er een kieskring bij en heeft in de toekomst 22 kieskringen. In Oost-Hessen wordt een nieuwe kieskring met de naam Main-Kinzig – Wetterau II – Schotten opgezet. De grenzen met de voormalige kieskringen in Oost-Hessen wordt als gevolg hiervan gewijzigd.

In de overige deelstaten zijn daarnaast een reeks kleinere grenscorrecties voorzien. Tevens wijzigt de nummering van vele kieskringen als gevolg van de verplaatsing van een kieskring van Mecklenburg-Voor-Pommeren naar Hessen.

## Partijen en kandidaten

### Uitgangssituatie
Sinds de Bondsdagverkiezingen 2009 regeert een zwart-gele coalitie bestaande uit CDU, CSU en FDP onder leiding van Bundeskanzlerin Angela Merkel (Kabinet-Merkel II). SPD, Die Linke en Bündnis 90/Die Grünen vormen de oppositie. Tijdens de regeerperiode lukte het de Piratenpartij Duitsland, die in 2009 met 2,0 % nog duidelijk onder de kiesdrempel van 5 % niet in het parlement werd verkozen, om in vier landdagen binnen te komen.

### Partijen
Aan de verkiezingen nemen in totaal 34 partijen deel. Daarvan nemen 30 partijen met een zogenaamde Landesliste (kieslijst) deel, vier partijen met alleen kandidaten voor een kieskring.
- CDU – Christlich Demokratische Union Deutschlands (niet in Beieren)
- SPD – Sozialdemokratische Partei Deutschlands (in alle deelstaten)
- FDP – Freie Demokratische Partei (in alle deelstaten)
- DIE LINKE (in alle deelstaten)
- GRÜNE – Bündnis 90/Die Grünen (in alle deelstaten)
- CSU – Christlich-Soziale Union in Bayern (alleen in Beieren)
- PIRATEN – Piratenpartei Deutschland (in alle deelstaten)
- NPD – Nationaldemokratische Partei Deutschlands (in alle deelstaten)
- FREIE WÄHLER – Freie Wähler (in alle deelstaten)
- AfD – Alternative für Deutschland (in alle deelstaten)
- MLPD – Marxistisch-Leninistische Partei Deutschlands (in alle deelstaten)
- pro Deutschland – Bürgerbewegung pro Deutschland (13 Landeslisten, niet in Hamburg, Sleeswijk-Holstein, Thüringen; drie kieskringkandidaten)
- REP – Die Republikaner (tien Landeslisten: Berlijn, Brandenburg, Hessen, Rijnland-Palts, Beieren, Mecklenburg-Voor-Pommeren, Nedersaksen, Noordrijn-Westfalen, Thüringen, Baden-Württemberg; 21 kieskringkandidaten)
- ÖDP – Ökologisch-Demokratische Partei (acht Landeslisten: Berlijn, Hamburg, Noordrijn-Westfalen, Rijnland-Palts, Beieren, Thüringen, Saksen-Anhalt, Baden-Württemberg; 62 kieskringkandidaten)
- BüSo – Bürgerrechtsbewegung Solidarität (zes Landeslisten: Beieren, Baden-Württemberg, Berlijn, Hessen, Noordrijn-Westfalen, Saksen; 38 kieskringkandidaten)
- DIE PARTEI – Partei für Arbeit, Rechtsstaat, Tierschutz, Elitenförderung und basisdemokratische Initiative (vijf Landeslisten: Berlijn, Bremen, Hamburg, Hessen, Noordrijn-Westfalen; 32 kieskringkandidaten)
- Tierschutzpartei – Partei Mensch Umwelt Tierschutz (vijf Landeslisten: in Beieren, Bremen, Nedersaksen, Sleeswijk-Holstein, Baden-Württemberg; twee kieskringkandidaten)
- PARTEI DER VERNUNFT – Partei der Vernunft (vier Landeslisten: Beieren, Noordrijn-Westfalen, Rijnland-Palts, Baden-Württemberg; zes kieskringkandidaten)
- Bündnis 21/RRP (drie Landeslisten: Beieren, Bremen, Noordrijn-Westfalen; 17 kieskringkandidaten)
- BIG – Bündnis für Innovation und Gerechtigkeit (drie Landeslisten: Berlin, Noordrijn-Westfalen, Baden-Württemberg; zes kieskringkandidaten)
- RENTNER – Rentner Partei Deutschland (drie Landeslisten: Hamburg, Sleeswijk-Holstein, Baden-Württemberg; een kieskringkandidaat)
- PSG – Partei für Soziale Gleichheit, Sektion der Vierten Internationale (drie Landeslisten: Berlin, Hessen, Noordrijn-Westfalen)
- PBC – Partei Bibeltreuer Christen (twee Landeslisten: Nedersaksen en Baden-Württemberg; vijf kieskringkandidaten)
- Volksabstimmung – Ab jetzt … Demokratie durch Volksabstimmung (twee Landeslisten: Noordrijn-Westfalen en Baden-Württemberg; twee kieskringkandidaten)
- BP – Bayernpartei (Landesliste in Beieren; elf kieskringkandidaten)
- DIE VIOLETTEN – Die Violetten – für spirituelle Politik (Landesliste in Beieren; vijf kieskringkandidaten)
- FAMILIE – Familien-Partei Deutschlands (Landesliste im Saarland; vier kieskringkandidaten)
- DIE FRAUEN – Feministische Partei Die Frauen (Landesliste in Beieren)
- Die Rechte (Landesliste in Noordrijn-Westfalen)
- Partei der Nichtwähler (Landesliste in Noordrijn-Westfalen)
- DKP – Deutsche Kommunistische Partei (zes kieskringkandidaten)
- B – Bergpartei, die „ÜberPartei“ (een kieskringkandidaat)
- BGD – Bund für Gesamtdeutschland (een kieskringkandidaat)
- Nein!-Idee (een kieskringkandidaat)

Daarnaast nemen 81 onafhankelijke personen deel aan de verkiezingen.

### Kanselierskandidaten
| CDU/CSU |
| --- |
| - Angela Merkel Topkandidaat De sinds 2005 zittende bondskanselier Angela Merkel (CDU) maakte in juli 2011 bekend, dat ze in 2013 voor een derde ambtstermijn kandideren wilde. |
| SPD |
| - Peer Steinbrück Topkandidaat Op 28 september 2012 maakte de SPD-partijvoorzitter Sigmar Gabriel bij een gemeenschappelijke persconferentie met de voormalige minister van financiën Peer Steinbrück en fractieleider in de Bondsdag, Frank-Walter Steinmeier, bekend, dat Steinbrück als topkandidaat van de SPD zal deelnemen. Tijdens de partijbijeenkomst van 9 december 2012 werd Steinbrück met 93,45 procent van de gedelegeerde stemgerechtigden tot kanselierskandidaat gekozen. |
| FDP |
| - Rainer Brüderle Topkandidaat De FDP besloot in januari 2013 op voorstel van partijleider en minister van economische zaken Philipp Rösler, dat Reiner Brüderle topkandidaat van de FDP bij de Bondsdagverkiezingen van 2013 wordt. |
| Die Linke |
| - Nicole Gohlke - Jan van Aken - Caren Lay - Klaus Ernst - Gregor Gysi - Dietmar Bartsch - Sahra Wagenknecht - Diana Golze Topkandidaten Op 21 januari 2013 maakte Die Linke bekend om met acht politici als team aan de verkiezingen deel te nemen. De topkandidaten zijn Nicole Gohlke, Jan van Aken, Caren Lay, Klaus Ernst, Gregor Gysi, Dietmar Bartsch, Sahra Wagenknecht en Diana Golze.                                                                                            |
| Bündnis 90/Die Grünen |
| - Jürgen Trittin - Katrin Göring-Eckardt Topkandidaten De beide topkandidaten van de partij Bündnis 90/Die Grünen werden middels een verkiezing waaraan 62% van de partijleden deelnamen gekozen. De resultaten werden op 10 november 2012 bekendgemaakt. Jürgen Trittin (71,9 %) en Katrin Göring-Eckardt (47,9 %) werden verkozen, Renate Künast kreeg 38,6 % en Claudia Roth 26,2 % van de stemmen.                                                                                     |

## Peilingen
| ■ CDU/CSU | ■ SPD | ■ FDP | ■ Linke | ■ Grüne | ■ Piraten | ■ Freie Wähler | ■ AfD | ■ Overige |

Peilingresultaten van de instituten (A)llensbach, (E)MNID, (F)ORSA, Forschungsgruppe (W)ahlen, (G)MS, (I)nfratest dimap, IN(S)A und (T)NS seit dem 2. Oktober 2009 (Bron: wahlrecht.de).
Legenda:

Bij de vorige verkiezingen kregen de CDU, CSU en de FDP samen 48,4 procent van de stemmen, en een ruime meerderheid qua zetels in de Bondsdag. Sinds de vorming van de tweede regering-Merkel is echter de steun voor de FDP sterk gedaald, maar de steun voor de CDU/CSU is gestegen. De coalitie had al snel geen meerderheid meer in de peilingen. In het voorjaar van 2010 verloor de FDP dramatisch, en sinds 2012 schommelt de partij tussen de 3 en 4 procent van de stemmen, net tekort voor zetels in de Bondsdag (de kiesdrempel is 5 procent in Duitsland). De CDU/CSU profiteert van de populariteit van Merkel, mede dankzij haar optreden in de Europese staatsschuldencrisis, wat resulteert in een groei in de peilingen. Op dit moment schommelt de Union tussen de 35 en 40 procent van de stemmen, ruim meer dan de 33,8 procent bij de vorige verkiezingen.
De SPD heeft zich hersteld na de slechte verkiezingsuitslag in 2009. De Groenen konden lange tijd profiteren van de zwakke positie van de SPD, en mede dankzij de Kernramp van Fukushima wat leidde tot een hevige anti-nucleaire energie beweging. Kort na deze ramp stonden de Groenen zelfs boven de SPD, en wonnen ze de deelstaatverkiezingen in Baden-Württemberg, en kwam er voor het eerst in de Duitse geschiedenis een Groene minister-president. Later in het jaar nam de steun voor de Groenen enigszins af, en werd de SPD weer de tweede partij van het land. Op dit moment staat de SPD rond de 30 procent van de stemmen in de peilingen. Daarentegen werd de partij in juli 2012 de grootste partij van Duitsland qua ledenaantal: net iets meer leden dan de CDU. Die laatste is echter niet actief in Beieren, waar de CSU meer dan 150 000 leden telt.
Die Linke heeft sinds de vorige verkiezingen continue rond de 6 en 9 procent van de stemmen gezeten, wat een verlies betekent van ongeveer 3 à 9 procent. De reden voor deze daling komt voort uit interne problemen tussen personen, maar ook de tegenvallende resultaten bij verschillende deelstaatverkiezingen. Onder leiding van twee nieuwe leiders probeert de partij haar positie te versterken. Een nieuwkomer kan de Piratenpartij worden. Bij de deelstaatverkiezingen in Berlijn wonnen ze zetels en sindsdien heeft de partij ook genoeg stemmen in de peilingen om zetels te winnen in de Bondsdag. Op dit moment staat de partij soms boven, maar meestal onder de kiesdrempel.
Op basis van de peilingen bestaat er geen meerderheid voor zowel de huidige regering als voor de rood-groene regering. De huidige zwart-gele regering kan door het verlies van de FDP in de peilingen onvoldoende zetels winnen bij de volgende verkiezingen. Tevens had een rood-groene regering ook geen meerderheid.
| Instituut               | Datum      | CDU/CSU | SPD  | Grüne  | FDP | Linke | Piraten | AfD   | Overige |
| ----------------------- | ---------- | ------- | ---- | ------ | --- | ----- | ------- | ----- | ------- |
| INSA                    | 19.09.2013 | 38 %    | 28 % | 8 %    | 6 % | 9 %   | 2 %     | 5 %   | 4 %     |
| Allensbach              | 18.09.2013 | 39 %    | 26 % | 11 %   | 6 % | 9 %   | 2 %     | 3,5 % | 3,5 %   |
| Forsa                   | 17.09.2013 | 39 %    | 25 % | 9 %    | 5 % | 10 %  | 3 %     | 3 %   | —       |
| Trend research          | 17.09.2013 | 38 %    | 27 % | 10 %   | 5 % | 9 %   | —       | 4,5 % | —       |
| INSA                    | 15.09.2013 | 38 %    | 27 % | 11 %   | 4 % | 8 %   | 3 %     | 4 %   | —       |
| Emnid                   | 15.09.2013 | 39 %    | 26 % | 10 %   | 5 % | 9 %   | 3 %     | 4 %   | 4 %     |
| IfM Leipzig             | 14.09.2013 | 38 %    | 26 % | 9 %    | 5 % | 10 %  | 3 %     | 5 %   | 4 %     |
| Forschungsgruppe Wahlen | 13.09.2013 | 40 %    | 26 % | 11 %   | 6 % | 8 %   | —       | 4 %   | 5 %     |
| Infratest dimap         | 12.09.2013 | 40 %    | 28 % | 10 %   | 5 % | 8 %   | 2,5 %   | 2,5 % | 4 %     |
| Forsa                   | 11.09.2013 | 39 %    | 25 % | 9 %    | 6 % | 10 %  | 3 %     | 3 %   | 5 %     |
| INSA                    | 09.09.2013 | 39 %    | 28 % | 11 %   | 4 % | 8 %   | 3 %     | 3 %   | 4 %     |
| Emnid                   | 08.09.2013 | 40 %    | 25 % | 11 %   | 5 % | 9 %   | 3 %     | 3 %   | 4 %     |
| Infratest dimap         | 05.09.2013 | 41 %    | 27 % | 10 %   | 5 % | 8 %   | —       | 3 %   | 6 %     |
| Forschungsgruppe Wahlen | 05.09.2013 | 41 %    | 26 % | 10 %   | 6 % | 8 %   | —       | 3 %   | 6 %     |
| Allensbach              | 04.09.2013 | 40 %    | 25 % | 12,5 % | 6 % | 7,5 % | 2,5 %   | 3 %   | 3,5 %   |
| Forsa                   | 04.09.2013 | 40 %    | 23 % | 11 %   | 5 % | 9 %   | 3 %     | 4 %   | 5 %     |
| INSA                    | 02.09.2013 | 39 %    | 26 % | 13 %   | 5 % | 8 %   | 3 %     | 3 %   | 3 %     |
| Emnid                   | 01.09.2013 | 39 %    | 23 % | 11 %   | 6 % | 10 %  | 3 %     | 3 %   | 5 %     |

## Uitslag
| Partij            | Partij              | Eerste stem | Eerste stem | Eerste stem | Eerste stem | Eerste stem | Tweede stem | Tweede stem | Tweede stem | Tweede stem | Tweede stem | Zeteltotaal | Zeteltotaal | Zeteltotaal |
| Partij            | Partij              | Stemmen     | %           | +/−         | Zetels      | +/−         | Stemmen     | %           | +/−         | Zetels      | +/−         | Zetels      | +/−         | %           |
| ----------------- | ------------------- | ----------- | ----------- | ----------- | ----------- | ----------- | ----------- | ----------- | ----------- | ----------- | ----------- | ----------- | ----------- | ----------- |
|                   | CDU                 | 16.233.642  | 37,2        | 5,2         | 191         | +17         | 14.921.877  | 34,1        | 6,9         | 64          | +44         | 254         | +61         | 40,5        |
|                   | SPD                 | 12.843.458  | 29,4        | 1,5         | 58          | −5          | 11.252.215  | 25,7        | 2,7         | 135         | +52         | 193         | +46         | 30,5        |
|                   | DIE LINKE           | 3.585.178   | 8,2         | -2,9        | 4           | −12         | 3.755.699   | 8,6         | -3,3        | 60          | 0           | 64          | −12         | 10,2        |
|                   | GRÜNE               | 3.180.299   | 7,3         | -1,9        | 1           | 0           | 3.694.057   | 8,4         | -2,3        | 62          | −5          | 63          | −5          | 10,0        |
|                   | CSU                 | 3.544.079   | 8,1         | 0,7         | 45          | 0           | 3.243.569   | 7,4         | 0,9         | 11          | +11         | 56          | +11         | 8,9         |
|                   | FDP                 | 1.028.645   | 2,4         | -7,1        | 0           | 0           | 2.083.533   | 4,8         | -9,8        | 0           | −93         | 0           | −93         | 0           |
|                   | AfD                 | 810.915     | 1,9         | 1,9         | 0           | 0           | 2.056.985   | 4,7         | 4,7         | 0           | 0           | 0           | 0           | 0           |
|                   | PIRATEN             | 963.623     | 2,2         | 2,1         | 0           | 0           | 959.177     | 2,2         | 0,2         | 0           | 0           | 0           | 0           | 0           |
|                   | NPD                 | 635.135     | 1,5         | -0,3        | 0           | 0           | 560.828     | 1,3         | -0,2        | 0           | 0           | 0           | 0           | 0           |
|                   | FREIE WÄHLER        | 431.640     | 1,0         | 1,0         | 0           | 0           | 423.977     | 1,0         | 1,0         | 0           | 0           | 0           | 0           | 0           |
|                   | Tierschutzpartei    | 4.437       | 0,0         | -0,0        | 0           | 0           | 140.366     | 0,3         | -0,2        | 0           | 0           | 0           | 0           | 0           |
|                   | ÖDP                 | 128.209     | 0,3         | 0,0         | 0           | 0           | 127.088     | 0,3         | -0,0        | 0           | 0           | 0           | 0           | 0           |
|                   | REP                 | 27.299      | 0,1         | -0,0        | 0           | 0           | 91.193      | 0,2         | -0,2        | 0           | 0           | 0           | 0           | 0           |
|                   | Die PARTEI          | 39.388      | 0,1         | 0,1         | 0           | 0           | 78.674      | 0,2         | 0,2         | 0           | 0           | 0           | 0           | 0           |
|                   | pro Deutschland     | 4.815       | 0,0         | 0,0         | 0           | 0           | 73.854      | 0,2         | 0,2         | 0           | 0           | 0           | 0           | 0           |
|                   | BP                  | 28.430      | 0,1         | -0,0        | 0           | 0           | 57.395      | 0,1         | 0,0         | 0           | 0           | 0           | 0           | 0           |
|                   | Volksabstimmung     | 1.748       | 0,0         | -0,0        | 0           | 0           | 28.654      | 0,1         | 0,0         | 0           | 0           | 0           | 0           | 0           |
|                   | RENTNER             | 920         | 0,0         | 0,0         | 0           | 0           | 25.134      | 0,1         | -0,1        | 0           | 0           | 0           | 0           | 0           |
|                   | PARTEI DER VERNUNFT | 3.861       | 0,0         | 0,0         | 0           | 0           | 24.719      | 0,1         | 0,1         | 0           | 0           | 0           | 0           | 0           |
|                   | MLPD                | 12.904      | 0,0         | -0,0        | 0           | 0           | 24.219      | 0,1         | -0,0        | 0           | 0           | 0           | 0           | 0           |
|                   | PBC                 | 2.081       | 0,0         | -0,0        | 0           | 0           | 18.542      | 0,0         | -0,1        | 0           | 0           | 0           | 0           | 0           |
|                   | BIG                 | 2.680       | 0,0         | 0,0         | 0           | 0           | 17.743      | 0,0         | 0,0         | 0           | 0           | 0           | 0           | 0           |
|                   | BüSo                | 17.988      | 0,0         | -0,0        | 0           | 0           | 12.814      | 0,0         | -0,1        | 0           | 0           | 0           | 0           | 0           |
|                   | DIE FRAUEN          | -           | -           | -           | -           | -           | 12.148      | 0,0         | 0,0         | 0           | 0           | 0           | 0           | 0           |
|                   | Nichtwähler         | -           | -           | -           | -           | -           | 11.349      | 0,0         | 0,0         | 0           | 0           | 0           | 0           | 0           |
|                   | Bündnis 21/RRP      | 5.324       | 0,0         | -0,1        | 0           | 0           | 8.578       | 0,0         | -0,2        | 0           | 0           | 0           | 0           | 0           |
|                   | DIE VIOLETTEN       | 2.516       | 0,0         | -0,0        | 0           | 0           | 8.211       | 0,0         | -0,1        | 0           | 0           | 0           | 0           | 0           |
|                   | FAMILIE             | 4.478       | 0,0         | -0,0        | 0           | 0           | 7.449       | 0,0         | -0,3        | 0           | 0           | 0           | 0           | 0           |
|                   | PSG                 | -           | -           | -           | -           | -           | 4.564       | 0,0         | 0,0         | 0           | 0           | 0           | 0           | 0           |
|                   | DIE RECHTE          | -           | -           | -           | -           | -           | 2.245       | 0,0         | 0,0         | 0           | 0           | 0           | 0           | 0           |
|                   | DKP                 | 1.699       | 0,0         | 0,0         | 0           | 0           | -           | -           | -           | -           | -           | 0           | 0           | 0           |
|                   | BGD                 | 1.431       | 0,0         | 0,0         | 0           | 0           | -           | -           | -           | -           | -           | 0           | 0           | 0           |
|                   | B                   | 624         | 0,0         | 0,0         | 0           | 0           | -           | -           | -           | -           | -           | 0           | 0           | 0           |
|                   | NEIN!               | 290         | 0,0         | 0,0         | 0           | 0           | -           | -           | -           | -           | -           | 0           | 0           | 0           |
|                   | Overige             | 77.306      | 0,2         | -0,2        | 0           | 0           | -           | -           | -           | -           | -           | 0           | 0           | 0           |
| Totaal            | Totaal              | 43.625.042  | 100         |             | 299         |             | 43.726.856  | 100         |             | 332         |             | 630         |             |             |
| Geldige stemmen   | Geldige stemmen     | 43.625.042  | 98,5        |             |             |             | 43.726.856  | 98,7        |             |             |             |             |             |             |
| Ongeldige stemmen | Ongeldige stemmen   | 684.883     | 1,5         |             |             |             | 583.069     | 1,3         |             |             |             |             |             |             |
| Kiezers           | Kiezers             | 44.309.925  | 71,5        |             |             |             | 44.309.925  | 71,5        |             |             |             |             |             |             |
| Kiesgerechtigden  | Kiesgerechtigden    | 61.946.900  | 100         |             |             |             | 61.946.900  | 100         |             |             |             |             |             |             |

Van de 630 zetels zijn er 4 overhangmandaten (alle voor de CDU/CSU) en 28 ausgleichsmandaten waarvan 13 voor de CDU, 9 voor de SPD, 4 voor DIE LINKE en 2 voor de GRÜNE.

## Gevolgen

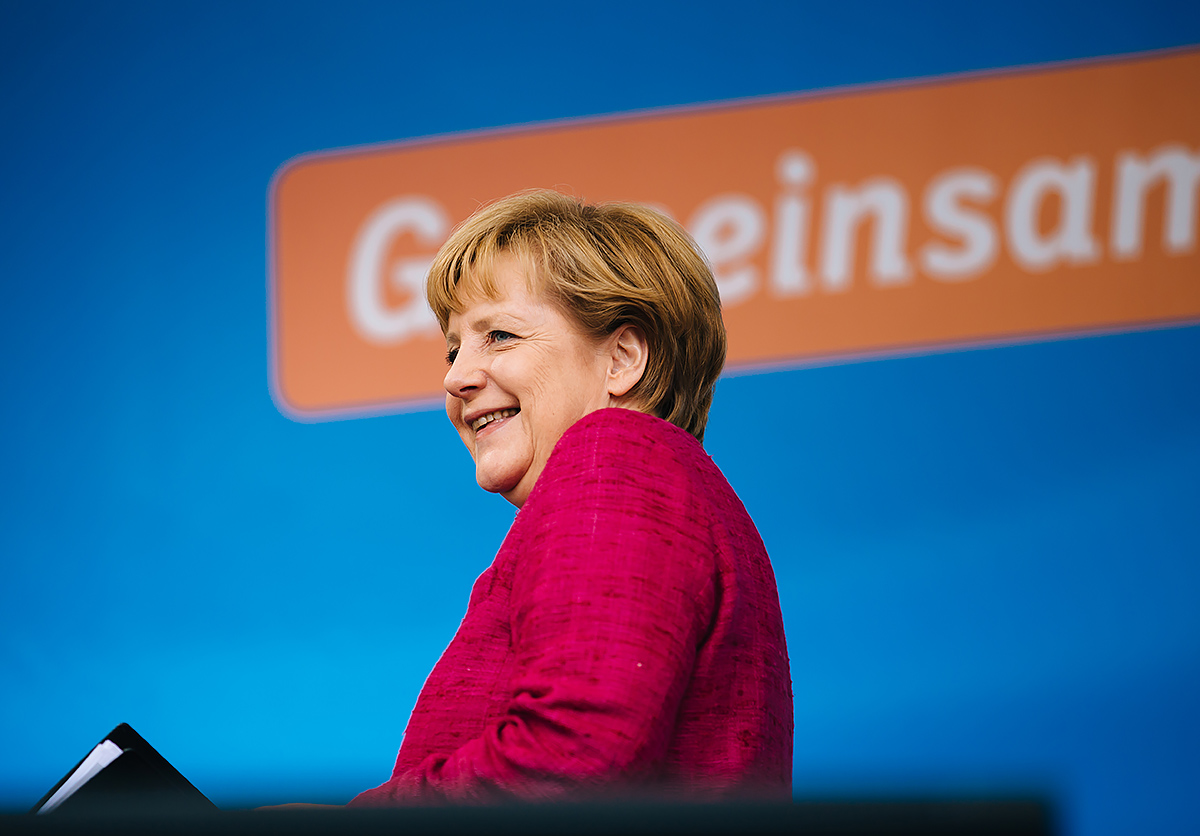
Angela Merkel tijdens de verkiezingscampagne

Angela Merkel heeft met haar CDU/CSU voor het eerst stemmen gewonnen en kan deze verkiezingen als een groot persoonlijk triomf. Een week eerder vierde de CDU in Beieren een grote overwinning en kan nu alleen (zonder coalitiepartner FDP) in München regeren. De samenwerking met een zelfbewuste CSU zal voor Merkel moeilijker worden. De CSU heeft bijvoorbeeld al verkondigd dat ze tegen een coalitie met de Groenen is, terwijl het voor Merkel belangrijk zal zijn om geloofwaardig met de Groenen te onderhandelen - als signaal aan de SPD.
De SPD met Steinbrück is zeer ontevreden met de uitslag omdat de trend naar beneden wel is gestopt maar de afstand van de CDU/CSU alleen maar groter is geworden. Vanwege haar ervaringen na de eerste grote coalitie met Merkel (2005-2009), namelijk een verlies van 11 procent, is een nieuwe grote coalitie voor de SPD onaantrekkelijk. Weliswaar heeft ze dit niet uitgesloten; alleen Steinbrück had aangekondigd dat hij persoonlijk zeker niet meer minister onder Merkel wil worden.
Die Linke is expliciet trots erop om de op twee na grootste partij of fractie in de Bondsdag te zijn. Toch heeft ze wat stemmen verloren en zal weer niet deel van een regering uitmaken. De gematigde vleugel rondom Gregor Gysi kon de radicalen niet over halen om bepaalde posities te slechten of zich ten minste soepeler op te stelen. Bovendien zou een coalitie met SPD en Groenen slechts een zeer kleine meerderheid hebben.
Bündnis90/Die Grünen is teleurgesteld omdat de gewenste roodgroene coalitie weer geen meerderheid heeft en de partij zelfs zetels heeft verloren. De leiding heeft aangekondigd om terug te treden. Daardoor werd ten minste theoretisch de mogelijkheid van een schwarzgrüne coalitie vergroot.

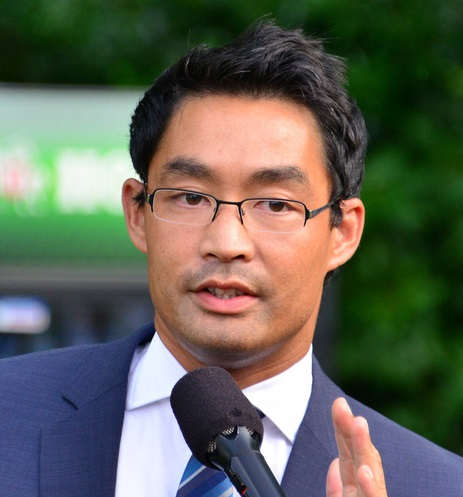
Philipp Rösler, minister van economische zaken 2011-2013. In 2011 werd hij tijdens een crisis voorzitter van de FDP.

Sinds 1949 is de FDP altijd in de Bondsdag en in total 45 jaar in de Duitse federale regering vertegenwoordigd geweest. Nu valt de liberale partij in een diep gat, ofschoon ze in toekomst nog in negen van de 16 deelstaatsparlementen zal zitten en ook twee Saksische deelstaatsministers heeft benoemd. Partijvoorzitter Philipp Rösler, die de federale minister van economische zaken is geweest, heeft aangekondigd dat hij zal terugtreden. In de Elefantenrunde, het tv-gesprek op de verkiezingsavond met de partijleiders, is de FDP al niet meer vertegenwoordigd geweest.
De euro-kritische Alternative für Deutschland heeft veel respect verkregen voor haar resultaat dat voor een nieuwkomer buitengewoon indrukwekkend is. De partij is echter nog jong en zonder zetels in deelsstaatparlementen.
Eveneens buiten de Bondsdag blijft de Piratenpartij. Na het verrassende succes bij de Berlijnse deelstaatsverkiezingen van 2011 werd ze in de enquêtes gedurende 2012 soms met meer dan tien procent gezien. Door interne ruzies heeft de partij echter snel veel aanzien verloren. Na haar relatieve succes van 2 procent bij de federale verkiezingen 2009 is het haar onder meer niet gelukt om een uitvoerig en duidelijk partijprogramma op te stellen. In 2013 won de partij slechts 0,2 procent bij. Ze is wel in vier deelstaatsparlementen vertegenwoordigd.

## Voetnoten
1. ↑  38 Parteien dürfen antreten, Tagesschau (6 juli 2013)
2. ↑  Urteil des Bundesverfassungsgerichts (2 BvC 1/07 vom 3. Juli 2008)
3. ↑  Wittrock, Philipp, Urteil zum Wahlrecht – Karlsruhe blamiert Schwarz-Gelb (25 juli 2012). Geraadpleegd op 24 juli 2013.
4. ↑  https://www.spiegel.de/politik/deutschland/neues-wahlrecht-nach-karlsruher-urteil-cdu-will-schnell-verhandeln-a-846454.html. Gearchiveerd op 30 juni 2022.
5. ↑  Spiegel Online Fraktionen einigen sich auf neues Wahlrecht. Gearchiveerd op 17 juni 2022.
6. ↑  Spiegel Online Größer als Nordkorea. Gearchiveerd op 21 april 2023.
7. ↑  Beschluss des Bundesverfassungsgerichts vom 4. Juli 2012 (Az: 2 BvC 1/11, 2 BvC 2/11 – Beschluss vom 4. Juli 2012). Gearchiveerd op 16 mei 2023.
8. ↑  Entwurf eines Einundzwanzigsten Gesetzes zur Änderung des Bundeswahlgesetzes, abgerufen von der Internetseite des Deutschen Bundestages (PDF; 126 kB). Gearchiveerd op 6 mei 2021.
9. ↑  Bericht der Wahlkreiskommission für die 17. Wahlperiode des Deutschen Bundestages vom 28. Januar 2011 (Bundestagsdrucksache 17/4642) (PDF; 3,7 MB). Gearchiveerd op 10 mei 2021.
10. ↑  Zwanzigstes Gesetz zur Änderung des Bundeswahlgesetzes
11. ↑  34 Parteien nehmen an der Bundestagswahl 2013 teil, Persbericht van 6 augustus 2013 van de Bundeswahlleiter
12. ↑  Die Wahlbewerber für die Wahl zum 18. Deutschen Bundestag 2013
13. ↑  https://web.archive.org/web/20130921060910/http://www.bundeswahlleiter.de/de/bundestagswahlen/BTW_BUND_13/veroeffentlichungen/Tab24_Unabhaengige_Bewerber.csv
14. ↑  Umfrage in Euro-Krise: Spitzenwerte für Merkel. Gearchiveerd op 30 juni 2022.
15. ↑  Bundeskanzler nicht der richtige Job: SPD-Anhänger wollen Gabriel nicht
16. ↑  Trotz Wählerflaute: SPD hat wieder mehr Mitglieder als die CDU[dode link]
17. 1 2 3 4 5 6 7  Wahlrecht.de: Weitere Umfragen. Gearchiveerd op 6 juni 2023.
18. 1 2 3 4 5 6 7 8 9 10 11 12 13 14 15 16 17 18 19 20 21 22 23  Wahlrecht.de: Umfrageergebnisse – Allensbach. Gearchiveerd op 4 april 2023.
19. 1 2 3 4 5 6 7 8 9 10 11 12 13 14 15 16 17 18 19 20 21 22 23 24 25 26 27 28 29 30 31 32 33 34 35 36 37 38 39 40 41 42 43 44 45 46 47 48 49 50 51 52 53 54 55 56 57 58 59 60 61 62 63 64 65 66 67 68 69 70 71 72 73 74 75 76 77 78 79 80 81 82 83 84 85 86  Wahlrecht.de: Umfrageergebnisse – Forsa. Gearchiveerd op 20 april 2023.
20. 1 2 3 4 5 6 7 8 9 10 11 12 13 14 15 16 17 18 19 20 21 22 23 24 25 26 27 28 29 30 31 32 33 34 35 36 37 38 39 40 41 42 43 44 45 46 47 48 49 50 51 52 53 54 55 56 57 58 59 60 61 62 63 64 65 66 67 68 69 70 71 72 73 74 75 76 77 78 79 80 81 82 83 84 85 86 87 88  Wahlrecht.de: Umfrageergebnisse – Emnid. Gearchiveerd op 12 juni 2023.
21. 1 2 3 4 5 6 7 8 9 10 11 12 13 14 15 16 17 18 19 20 21 22 23 24 25 26 27 28 29 30 31 32 33 34 35  Wahlrecht.de: Umfrageergebnisse – Forschungsgruppe Wahlen. Gearchiveerd op 11 juni 2023.
22. 1 2 3 4 5 6 7 8 9 10 11 12 13 14 15 16 17 18 19 20 21 22 23 24 25 26 27 28 29 30 31 32 33 34 35 36 37 38 39 40 41 42 43 44 45 46 47 48 49 50 51 52 53 54 55 56 57 58 59 60 61 62  Wahlrecht.de: Umfrageergebnisse – Infratest dimap. Gearchiveerd op 6 juni 2023.
23. ↑  Wahlrecht.de: Umfrageergebnisse – INSA-Meinungstrend der Insa Consulere GmbH bzw. bild.de und BILD (auch Auftraggeber). Gearchiveerd op 6 juni 2023.
24. 1 2 3 4 5 6 7 8 9 10 11 12 13 14 15 16 17 18 19 20  Wahlrecht.de: Umfrageergebnisse – Gesellschaft für Markt- und Sozialforschung. Gearchiveerd op 10 april 2023.
25. ↑  Stern online – De Maizière stürzt ab, die CDU nicht
26. 1 2  Wahlumfragen.org – Bundestagswahl. Gearchiveerd op 31 maart 2023.
27. ↑  Endgültiges Ergebnis der Bundestagswahl 2013, Der Bundeswahlleiter, geraadpleegd op 15 oktober 2013
28. ↑  Vorläufiges amtliches Ergebnis der Bundestagswahl 2013, Pressemitteilung 23. September 2013, Der Bundeswahlleiter

1949 · 1953 · 1957 · 1961 · 1965 · 1969 · 1972 · 1976 · 1980 · 1983 · 1987 · 1990 · 1994 · 1998 · 2002 · 2005 · 2009 · 2013 · 2017 · 2021 · 2025